# Estación San Ramón (Chile)
San Ramón fue una estación ferroviaria que formó parte de la línea del Ferrocarril Santiago-Valparaíso de la Empresa de los Ferrocarriles del Estado que unió a las ciudades de Santiago con Valparaíso. Actualmente los servicios de pasajeros ya no operan. 
Originalmente tenía un uso de paradero para recargar el agua necesaria para la operación de las locomotoras a vapor; sin embargo, debido a la entrada de uso en la red de las locomotoras eléctricas en la década de 1920, la estación quedó en desuso. No fue sino hasta inicios de la década de 1940 que la estación fue completamente cerrada.
El 10 de abril de 1874, en las cercanías de la estación, ocurrió un rodado de rocas debido a las lluvias de invierno, que llevó a que la locomotora de las 10 AM de Valparaíso terminara incrustada en el deslave. Ya que el conductor logró divisar el bloqueo y frenar a tiempo, no hubo víctimas fatales, pero la locomotora recibió serios daños.
A 1915, se había solicitado realizar un tipo de modificación en el trazado de las vías entre la estación Rungue y San Ramón, y aunque se había considerado pertinente esto, no se modificó por falta de fondos.
Actualmente solo queda una garita de concreto.